# 魏愛倫
魏愛倫（英語：Estelle Wilkerson，1918年8月30日—2011年12月23日），美國護理師，長年與丈夫魏克思一同在臺灣彰化基督教醫院奉獻，並教育護理。

## 生平
1918年8月30日，魏愛倫生於美国北卡羅來那州羅恩郡 ，於Woodleaf一個靠近Salibury的小型務農社區就學，後讀Montreat Junior College二專，之後於1942年畢業於弗吉尼亞州立大學。1942至1946年，於北卡羅來那州夏洛特市長老會醫院護理學校任教。1947年到1948年，與未婚夫魏克思到耶魯大學學習中文，魏克思打算到中國當宣教醫師。1948年1月，两人結婚，後一起到浙江嘉興基督教醫院行醫，魏克思怀孕后前往上海待產，而魏克思獨留嘉興。中華人民共和國建立後，魏克思被當成美國間諜監禁九個月，至1951年获释。兩人生有三子一女，分别是長子斯蒂芬（Stephen）、長女南希（Nancy）、次子道格拉斯（Douglas）、三子约瑟夫（Joseph）。
1953年，魏愛倫与丈夫先後在台湾屏東、嘉義基督教醫院及台北馬偕醫院服務，隔年在蘭大弼邀請下至彰基服務。1965年間，由魏愛倫擔任校長的彰基護理學校招收學生，施予三年專業醫護技術訓練，以提升護理專業人員素質。同时，魏愛倫还參與了其他的一些教育工作，包括在為外籍宣教師孩子設立的馬禮遜學校教授國中、高中課程。1977年，三子约瑟夫車禍身亡，魏愛倫夫妻却不能籌够返美旅費，最後在大家資助下才得以返美料理喪事。1980年7月1日，魏克思榮譽退休。1981至1983年，魏愛倫夫婦到肯塔基州Beverly市的Home Mission Hospital服務，1984年到巴基斯坦從事宣教工作，1985年魏愛倫正式退休，夫妻二人搬至北卡羅來那州的Montreat。1998年4月19日，彰基醫師們為返臺領醫療奉獻獎的魏克思夫妻募款，以改善他們拮据的退休生活。1999年，魏愛倫与丈夫搬到班康郡的Highland Farms生活。2000年，彰基醫院院長黃昭聲指派该院醫師陳守棟及院史文物館館長陳美玲到北卡羅萊那州養老院探望魏愛倫夫婦。
2001年6月11日，魏愛倫丈夫魏克思去世。2011年12月23日早上，魏愛倫因病情惡化於Highland Farms家中逝世。魏愛倫去世后，其儿子斯蒂芬专门给彰基醫院写信表達感謝，并表示了母親魏愛倫与台灣的深厚情感。

## 身後
2013年9月30日，彰化縣首間專門收容失智老人的日間照護機構啟用，地址是彰化市民族路209號5樓，由縣政府社會處補助彰化基督教醫院開辦，以魏愛倫之名取作「魏愛倫學苑」。